# Massimo Pigoli
Massimo Pigoli, detto Max (Menaggio, 23 febbraio 1958), è un pilota automobilistico italiano, vincitore del campionato italiano turismo nel 2002 e del Superstars Series 2006.

## Palmarès
- Campionato italiano superturismo: 1
2002 su BMW 320i
- Superstars Series: 1
2006 su Jaguar S-Type R